# Ubuntu GNOME
Ubuntu GNOME (ранее Ubuntu GNOME Remix) — дистрибутив Linux, базируемый на Ubuntu. Он содержит чистый GNOME Shell, а не оболочку Unity.
В апреле 2017 года было заявлено, что версия 17.04 станет последней для Ubuntu GNOME. Начиная с версии 17.10, издание частично исчезло по причине перехода Ubuntu на GNOME. Однако доступен пакет Vanilla-Gnome-Desktop, предоставляющий аналогичные возможности.

## История
Проект начался как неофициальный для Ubuntu, так как некоторые пользователи предпочитали графическую оболочку GNOME. Ubuntu GNOME 12.10 «Quantal Quetzal» стала первой версией Ubuntu GNOME. Начиная с версии 13.04, дистрибутив стал официальным для сообщества Ubuntu и стал называться «Ubuntu GNOME».

## Мнения
Джим Линч написал в своём блоге в октябре 2013 года следующее:
Ubuntu GNOME 13.10 будет приветствоваться поклонниками GNOME. GNOME 3.8 включает в себя некоторые важные новые функции, которые улучшают работу с рабочим столом, и всё это хорошо сочетается с самим Ubuntu 13.10. Таким образом, конечный результат, вероятно, будет весьма привлекательным для тех, кто хочет Ubuntu, но с GNOME 3.8 вместо Unity. Если вы не являетесь поклонником GNOME 3, то Lubuntu, Kubuntu или Xubuntu — это гораздо лучшие настольные среды, если вам нужно оставаться в семействе Ubuntu. Если ни один из них не подойдёт вам, вы можете просто ждать до тех пор, пока Linux Mint 16 не появится.
Джим Линч снова рассмотрел Ubuntu GNOME 14.04 LTS в апреле 2014 года, и пришёл к выводу:
Я видел некоторые обзоры обычного Ubuntu 14.04 LTS, которые провозгласили её «лучшей версией Ubuntu» и тому подобное. Ну, и я думаю, можно справедливо сказать, что Ubuntu GNOME 14.04 также может быть лучшей версией Ubuntu GNOME, и это то, что разработчики и пользователи Ubuntu GNOME могут гордиться.

## Исчезновение издания
5 апреля 2017 года, председатель Canonical Ltd. и основатель Ubuntu Марк Шаттлворт заявил о возврате Ubuntu на GNOME. Затем было заявлено, что Ubuntu 17.10 станет первой версией Ubuntu с GNOME 3.
8 апреля 2017 Шаттлворт написал: «Мы будем инвестировать в Ubuntu GNOME с целью предоставления фантастического рабочего стола GNOME. Мы помогаем команде Ubuntu GNOME, не создавая что-то другое или конкурировать с усилием. Пока я увлечен Unity, и надеюсь, что GNOME может быть более открытой для них сейчас, я думаю, что мы должны с уважением относиться к руководству GNOME, предоставляя GNOME. Наша роль в этом, как обычно, будет заключаться в том, чтобы удостовериться, что обновления, интеграция, безопасность, производительность и весь опыт фантастические».
13 апреля 2017, после выхода Ubuntu 17.04, было объявлено, что Ubuntu GNOME объединится с Ubuntu.

## Релизы
| Версия | Кодовое имя      | Кодовое имя по-русски   | Дата релиза     | Дата окончания поддержки | Версия GNOME | Версия ядра |
| --- | ---------------- | ----------------------- | --------------- | ------------------------ | ------------ | ----------- |
| 12.10 | Quental Quetzal  | Квантовый Кетцаль       | 18 октября 2012 | 16 мая 2014              | 3.4          | 3.5.0       |
| 13.04 | Raring Ringtail  | Нетерпеливый Какомицли  | 25 апреля 2013  | 27 января 2014           | 3.6          | 3.8.0       |
| 13.10 | Saucy Salamander | Дерзкая Саламандра      | 17 октября 2013 | 17 июля 2014             | 3.8          | 3.11        |
| 14.04 LTS | Trusty Tahr      | Надёжный Тар            | 17 апреля 2014  | апрель 2017              | 3.10         | 3.13        |
| 14.10 | Utopic Unicorn   | Утопический Единорог    | 23 октября 2014 | 23 июля 2015             | 3.12         | 3.16        |
| 15.04 | Vivid Vervet     | Яркая Верветка          | 23 апреля 2015  | 4 февраля 2016           | 3.14         | 3.19        |
| 15.10 | Wily Werewolf    | Хитрый Оборотень        | 22 октября 2015 | 22 июля 2016             | 3.16         | 4.2         |
| 16.04 LTS | Xenial Xerus     | Гостеприимная белка     | 21 апреля 2016  | апрель 2019              | 3.18         | 4.4         |
| 16.10 | Yakkety Yak      | Болтливый Як            | 13 октября 2016 | 20 июля 2017             | 3.20         | 4.8         |
| 17.04 | Zesty Zapus      | Пикантный Полутушканчик | 13 апреля 2017  | 13 января 2018           | 3.24         | 4.10        |
| Легенда:Старая версия, не поддерживаетсяСтарая поддерживаемая версияТекущая версияТестовая версияБудущая версия |                  |                         |                 |                          |              |             |